# Cristina Chirichella
Cristina Chirichella (Nápoles, 10 de fevereiro de 1994) é uma jogadora de vôlei italiana que competiu no Campeonato Mundial de 2014 e nos Jogos Olímpicos de Verão de 2016.

## Carreira
Chirichella jogou com sua equipe nacional no Campeonato Mundial de 2014. Lá, sua equipe terminou o torneio em quarto lugar depois de perder a medalha de bronze por 2 a 3 para o Brasil. Ela ganhou o prêmio de Melhor Bloqueadora do torneio de qualificação olímpica Mundial de 2016. Ela foi selecionada para jogar o jogo All-Star da Liga Italiana em 2017.

## Prêmios

### Indivíduos
- Torneio de qualificação olímpica mundial de 2016 "Best Middle Blocker"

## Clubes
- Copa da Itália de 2015 (Copa da Itália) — Campeões, com AGIL Novara
- Supercopa da Itália 2017 - Campeões, com AGIL Novara
- Campeonato Italiano 2016-17 —Campeões, com AGIL Novara
- Copa da Itália 2018 (Copa Itália) — Campeões, com AGIL Novara
- Copa da Itália 2019 (Copa Itália) — Campeões, com AGIL Novara
- Liga dos Campeões CEV 2018–19 - Campeões, com AGIL Novara